# Maria di Jülich-Berg
Maria di Jülich-Berg (Jülich, 3 agosto 1491 – 29 agosto 1543) fu la madre della quarta moglie di Enrico VIII d'Inghilterra Anna di Clèves.

## Biografia
Maria di Jülich-Berg nacque il 3 agosto 1491 da Guglielmo di Jülich-Berg e Sibilla di Hohenzollern.
Maria entrò in possesso dei possedimenti paterni, il Ducato di Berg, Jülich e Ravensberg, dopo la morte del padre nel 1511, allora era già sposata da due anni con Giovanni III di Kleve e le sue proprietà confluirono in quelle del marito. Giovanni divenne titolare del granducato di Kleve-Mark solo nel 1521 e le proprietà, ora unite, delle due famiglie, rimasero tali fino al 1666.
Dal matrimonio di Maria e Giovanni nacquero:
- Sibilla di Jülich-Kleve-Berg, che sposò Giovanni Federico I di Sassonia
- Anna di Clèves, che divenne la quarta moglie di Enrico VIII d'Inghilterra
- Guglielmo di Jülich-Kleve-Berg
- Amalia di Jülich-Kleve-Berg.

A dispetto dei violenti movimenti luterani che agitavano le terre e il tempo in cui Maria viveva ella rimase sempre strettamente cattolica e non era affatto favorevole a che le donne nobili ricevessero una formale educazione, punto rispetto al quale v'era una grande disparità con l'educazione che le donne ricevevano in Inghilterra. Alcuni storici sono arrivati a sostenere che questa mancanza di conoscenza della poesia e della musica fosse non solo uno dei motivi per i quali Enrico non sentì mai nessuna affinità con Anna, ma che, più in generale, la facesse sentire fuori posto in una corte ove anche le damigelle d'onore erano più versate di quanto lei non fosse. Maria d'altro canto non pare fosse nemmeno favorevole a spedire la figlia in Inghilterra e alcune lettere sembrano suffragare questa convinzione.
Maria morì il 29 agosto 1543.

## Ascendenza
|                             |                           |                                    | Genitori                          |  |  | Nonni |  |  | Bisnonni                 |  |  | Trisnonni            |  |
|                             |                           |                                    |                                   |  |  |       |  |  | Guglielmo VIII di Jülich |  |  | Guglielmo II di Berg |  |
|                             |                           |                                    |                                   |  |  |       |  |  | Guglielmo VIII di Jülich |  |  | Guglielmo II di Berg |  |
|                             |                           | Anna del Palatinato                |                                   |  |  |       |  |  | Guglielmo VIII di Jülich |  |  |                      |  |
| Gerardo VII di Jülich-Berg  |                           |                                    |                                   |  |  |       |  |  | Guglielmo VIII di Jülich |  |  |                      |  |
|                             |                           | Adelaide di Tecklenburg            | Niccolò II di Tecklenburg         |  |  |       |  |  |                          |  |  |                      |  |
|                             |                           | Adelaide di Tecklenburg            | Niccolò II di Tecklenburg         |  |  |       |  |  |                          |  |  |                      |  |
|                             |                           | Adelaide di Tecklenburg            | Anna Elisabetta di Moers          |  |  |       |  |  |                          |  |  |                      |  |
| Guglielmo IV di Jülich-Berg |                           | Adelaide di Tecklenburg            |                                   |  |  |       |  |  |                          |  |  |                      |  |
|                             |                           | Bernardo III di Sassonia-Lauenburg | Eric IV di Sassonia-Lauenburg     |  |  |       |  |  |                          |  |  |                      |  |
|                             |                           | Bernardo III di Sassonia-Lauenburg | Eric IV di Sassonia-Lauenburg     |  |  |       |  |  |                          |  |  |                      |  |
|                             |                           | Bernardo III di Sassonia-Lauenburg | Sofia di Brunswick-Wolfenbüttel   |  |  |       |  |  |                          |  |  |                      |  |
| Sofia di Sassonia-Lauenburg |                           | Bernardo III di Sassonia-Lauenburg |                                   |  |  |       |  |  |                          |  |  |                      |  |
|                             |                           | Adelaide di Pomerania-Stolp        | Boghislao VIII di Pomerania       |  |  |       |  |  |                          |  |  |                      |  |
|                             |                           | Adelaide di Pomerania-Stolp        | Boghislao VIII di Pomerania       |  |  |       |  |  |                          |  |  |                      |  |
|                             |                           | Adelaide di Pomerania-Stolp        | Sofia di Holstein-Rendsburg       |  |  |       |  |  |                          |  |  |                      |  |
| Maria di Jülich-Berg        |                           | Adelaide di Pomerania-Stolp        |                                   |  |  |       |  |  |                          |  |  |                      |  |
|                             | Federico I di Brandeburgo | Federico V di Norimberga           |                                   |  |  |       |  |  |                          |  |  |                      |  |
|                             | Federico I di Brandeburgo | Federico V di Norimberga           |                                   |  |  |       |  |  |                          |  |  |                      |  |
|                             | Federico I di Brandeburgo | Elisabetta di Meißen               |                                   |  |  |       |  |  |                          |  |  |                      |  |
| Alberto III di Brandeburgo  | Federico I di Brandeburgo |                                    |                                   |  |  |       |  |  |                          |  |  |                      |  |
|                             |                           | Elisabetta di Baviera-Landshut     | Federico di Baviera-Landshut      |  |  |       |  |  |                          |  |  |                      |  |
|                             |                           | Elisabetta di Baviera-Landshut     | Federico di Baviera-Landshut      |  |  |       |  |  |                          |  |  |                      |  |
|                             |                           | Elisabetta di Baviera-Landshut     | Maddalena Visconti                |  |  |       |  |  |                          |  |  |                      |  |
| Sibilla di Hohenzollern     |                           | Elisabetta di Baviera-Landshut     |                                   |  |  |       |  |  |                          |  |  |                      |  |
|                             |                           | Federico II di Sassonia            | Federico I di Sassonia            |  |  |       |  |  |                          |  |  |                      |  |
|                             |                           | Federico II di Sassonia            | Federico I di Sassonia            |  |  |       |  |  |                          |  |  |                      |  |
|                             |                           | Federico II di Sassonia            | Caterina di Braunschweig-Lüneburg |  |  |       |  |  |                          |  |  |                      |  |
| Anna di Sassonia            |                           | Federico II di Sassonia            |                                   |  |  |       |  |  |                          |  |  |                      |  |
|                             |                           | Margherita d'Austria               | Ernesto I d'Asburgo               |  |  |       |  |  |                          |  |  |                      |  |
|                             |                           | Margherita d'Austria               | Ernesto I d'Asburgo               |  |  |       |  |  |                          |  |  |                      |  |
|                             |                           | Margherita d'Austria               | Cimburga di Masovia               |  |  |       |  |  |                          |  |  |                      |  |
|                             |                           | Margherita d'Austria               |                                   |  |  |       |  |  |                          |  |  |                      |  |